# Tablet computing
Tablet computing hace referencia al uso que se le da a la tableta dentro del proceso de enseñanza-aprendizaje, motivando a  los docentes y discentes a conocer y aplicar las TIC en el proceso educativo, utilizando las tabletas como herramientas en la formación. El uso de estos dispositivos digitales portátiles tiene como objetivo mejorar el proceso de enseñanza y aprendizaje para docentes y estudiantes. Las tabletas proporcionan una adaptación a la actual era digital mediante el uso de las TIC (tecnologías de la información y la comunicación).
Una tableta (o ”tablet” del inglés) es un dispositivo personal portátil, de mayor tamaño que un teléfono inteligente, con una pantalla táctil con la que se puede interactuar principalmente con los dedos o con un lápiz o puntero digital (o "stylus" en inglés), sin necesidad de teclado físico, el cual es reemplazado por un teclado virtual.
Las tabletas permiten flexibilizar al máximo el trabajo en cualquier área del currículo educativo, momento de aprendizaje o lugar (m-learning).

## Ventajas e inconvenientes
Los principales puntos fuertes del tablet computing son:

### Ventajas
Los principales puntos fuertes del tablet computing se agrupan de la siguiente manera:
Tecnológicas
- Permite acceder a diferentes aplicaciones según el aprendizaje.[6]
- Utiliza batería, lo que permite que sea portable.[7]
- Se pueden integrar con una red móvil, no se limitan al uso de WiFi.[7]

Educativas
- Permite retroalimentaciones continuas del profesor durante el proceso.[8]
- Se trata de un aprendizaje personalizado, fomenta la atención a la diversidad de los alumnos.[6]
- Permite la visualización un concepto con más flexibilidad, mejorando su comprensión.[9]
- Facilita la gestión y captura tanto de contenidos digitales y de aquellos en formato papel.[9]
- Posibilita la puesta en práctica del modelo "Aula invertida".[9]
- Mejoran las competencias referidas a la búsqueda de información o el manejo de las TIC de los estudiantes.[10]

Relacionadas con el profesorado
- La portabilidad de uso que facilita la interacción profesor-estudiante.[11]
- El docente tiene la oportunidad de motivar a los alumnos y puede enviar vídeos de reflexiones para que los alumnos den su punto de vista, se genere el diálogo en clases y de esta manera se desarrolle el proceso en un buen ambiente.[12]

Relacionadas con el estudiantado
- El alumno es el protagonista de su proceso de aprendizaje.
- La capacidad permite tener libros sin que se vuelva una carga física.
- Genera autonomía en el alumno ya que promueve el autoaprendizaje, siendo el alumno quien construya su propio conocimiento, se desarrollan habilidades de análisis, pensamiento crítico, selección de información entre otras, fortaleciendo así el aprendizaje significativo.[10]
- Estimula la participación y el compromiso del alumnado en clase.[13][14][15]
- Potencia la interactividad con los compañeros y contribuye a que éstos se involucren más en clases, cuando buscan información a través de Internet. Esto ocurre porque el uso de la tecnología de los dispositivos informáticos portátiles suele producir una nueva forma de pensar, lo que puede influir en la forma en la que estudiantes y profesores funcionan e interactúan en el aula.[16]

### Inconvenientes
Los principales inconvenientes de esta nueva metodología son los siguientes:
- No favorece la práctica de la escritura.
- A largo plazo la salud visual puede verse afectada.
- El profesor debe estar formado y adaptar su metodología para que su uso no suponga dificultades. Además, la consecución de unos buenos resultados requerirá un gran esfuerzo y dedicación por parte de profesor.
- La fiabilidad de la información, lo que implica formar a los alumnos en un uso crítico y responsable de las mismas.
- La naturaleza táctil de las tabletas dificulta la creación de contenido digital por parte de los estudiantes.
- El coste de las tabletas es elevado, lo que supone una dificultad para que los centros educativos adopten esta nueva metodología.
- Un uso prologado puede ocasionar dependencia.
- Se debe definir un espacio virtual donde profesores y alumnos compartan los recursos didácticos, las actividades y las lecciones.
- Requiere una reorganización del espacio, consiguiendo unos mejores resultados con el trabajo en pequeños grupos.
- La seguridad en Internet debe ser un elemento esencial a tratar, familiarizando al alumnado con la privacidad de los datos.
- Pueden surgir dificultades técnicas que provoquen que se pierda una gran parte del tiempo de la clase.
- Requiere conexión a Internet, algo difícil en algunos lugares y países en vía de desarrollo.[18]
- Capacidad acotada para almacenar recursos y contenidos.[18]
- No hay que olvidar que un niño que está con una tablet inevitablemente se encuentra aislado, no se relaciona con los demás, y dificulta sus relaciones sociales.[12]
- La interacción entre docente-alumno disminuye, los docentes se convierten en dependientes de los equipos tecnológicos.[12]
- Los estudiantes tienden el riesgo a volverse dependientes de la tecnología y a pasar en sus habitaciones aislados del mundo social, ya sea jugando videojuegos o en las redes sociales. Estos estudiantes pueden tener problemas de salud (obesidad) y de relaciones sociales.[12]

## Metodología
La utilización de las tabletas en el aula supone un cambio en la forma de enseñar y aprender y, por tanto, una transformación en la metodología. 
Para que el aprendizaje se lleve a cabo, es necesario aplicar metodologías innovadoras y definir escenarios de aprendizaje. Los escenarios están compuestos por actividades encuadradas en una pedagogía específica, existiendo la posibilidad de adaptar dichos escenarios.
Los escenarios de aprendizaje tienen 7 fases, que vienen definidas por duración, objetivos, descripción, entornos de aprendizaje, herramientas y tecnologías digitales, roles, tipo de trabajo y criterios de evaluación: lluvia de ideas, explorar, relacionar, crear, preguntar, modificar y presentar.
Destacan varios tipos de aprendizaje a través de las tabletas
- Aprendizaje por descubrimiento.
- Aprendizaje cooperativo.
- Aprendizaje significativo.
- Aprendizaje colaborativo: reside en la formación de grupos pequeños para trabajar en conjunto, de forma que la responsabilidad del aprendizaje recae en ellos mismos.[21]
- Aprendizaje personalizado: es aquel cuya formación está centrada en el alumno.[22]
- Clase invertida: es un aprendizaje que defiende un cambio de rol en el aula; los alumnos trabajan la temática en casa y en las clases se realizan prácticas y se resuelven dudas.[23]

La perfecta integración  de las TIC  sería el modelo TPACK (Technological pedagogical content knowledge)  en las que el alumno tendría tres fuentes de conocimiento principal: el conocimiento del contenido, el conocimiento pedagógico y el conocimiento tecnológico.
Es cierto que no existe una metodología única para llevar a cabo la integración de las tabletas en el ámbito educativo pero, existen diversas estrategias que se inician con el uso de estas herramientas:
- Tareas integradas (por ejemplo Moodle).
- Aprendizaje basado en proyectos.
- Rincones de trabajo (reforzar contenidos o ampliarlos).
- Unidades didácticas.
- Currículum bimodal (alumno adquiere sus conocimientos mediante las nuevas tecnologías).

BYOD es un ejemplo de metodología tablet computing aplicada a la educación. BYOD (Bring your own device) es una tendencia educativa en la que el alumnado se lleva a clase su propio dispositivo móvil, mayoritariamente tabletas. Es una política al alza sobre todo en las escuelas anglosajonas, en el que en vez de utilizar los dispositivos disponibles en el centro educativo, los discentes utilizan su propio dispositivo. Esto ocurre porque en muchos centros escolares, los dispositivos disponibles están desfasados o no funcionan correctamente. Una de las ventajas del BYOD es que cada alumno es responsable de su dispositivo y debe mantenerlo de la mejor forma posible. Otra ventaja es que todo lo que el alumno elabora en clase, se lo lleva a casa sin necesidad de guardarlo en una memoria externa. Como desventajas, está el gasto que deben invertir las familias para el dispositivo del alumno.

Los escenarios de aprendizaje tienen 7 fases:
- Lluvia de ideas: El docente presenta el tema, relacionado con el plan de estudios. Los estudiantes forman equipos, en los que discuten, cuestionan y se familiarizan con el tema, para seguidamente aportar sus ideas y posibles resultados.

- Explorar: Los estudiantes buscan y registran información, a través de su tableta y buscando en la web. El profesor valida el material, dejando que los estudiantes comprueben que la información puede no ser fiable en la red y la importancia de comprobar sus fuentes.

- Relacionar: Los estudiantes examinan los resultados de la búsqueda, diferencias y similitudes entre los ejemplos y archivos encontrados en la fase Explorar. Los equipos redefinen el diseño inicial y escriben de nuevo sus reflexiones en línea.

- Crear: Los estudiantes hacen un primer prototipo de su contenido y argumentan su idoneidad. El profesor debe asegurarse de que se cumplen los requisitos establecidos.

- Preguntar: Los estudiantes se entrevistan con expertos del tema. Posteriormente, los estudiantes analizan como implementar los cambios sugeridos.

- Modificar: Los estudiantes modifican el contenido teniendo en cuenta las sugerencias y la nueva información proporcionada por los expertos.

- Presentar: Los estudiantes crean el producto final, lo publican y muestran sus resultados. Además, comparten la documentación con el resto de la comunidad educativa u otra audiencia interesada.

## Alumnos con necesidades educativas específicas
Las tabletas nos pueden aportar grandes soluciones frente a diferentes necesidades:
- Problemas visuales: podemos añadir línea braille a los teclados sumado  a  un  sistema  de  voz y hacer adaptaciones en el tamaño de la fuente, los contrastes o los colores.[27]
- Problemas auditivos: permite la adaptaciones priorizando la vía visual del alumnado. También permite el uso de auriculares o altavoces para una mayor amplitud de sonido.[27]
- Problemas físicos: al ser herramientas portátiles no tienen problema de movilidad.[27]
- Problemas intelectuales: permite adaptar las actividades de acuerdo a las necesidades e intereses de nuestro alumnado, incrementando o reduciendo su dificultad.[27]

Algunos de los beneficios de utilizar tabletas en educación para los alumnos con necesidades educativas específicas son:
- Se crean contenidos específicos para diferentes necesidades.
- Van a contribuir a una mejor socialización de este tipo de alumnado.
- Crean actividades de consolidación de los diferentes contenidos.
- Mejoran la comprensión de aquello que resulta ms difícil de comprender.
- Ayudan con el trabajo tanto de la motricidad fina y gruesa así como de la coordinación en general.
- Por medio de tareas y actividades motivadores y lúdicas, motivan el aprendizaje de contenidos de diferentes áreas de conocimiento.
- Se trata de una herramienta de aprendizaje personalizada, que le permite trabajar con recursos específicos y adaptados para cada momento.
- Va a contribuir a una mejor socialización de este tipo de alumnado, permitiéndole expresarse en cualquier lugar y momento.

Además, permitirá al alumno participar en el contexto socio-escolar general y participar en eventos y actividades escolares fuera del aula.
Supone el logro de un elevado nivel de autonomía y abre posibilidades de elección de formación, abriendo puertas a estudios que anteriormente estaban vetados debido a la imposibilidad de acceder a los medios necesarios, posibilita así una mejora preparación para el mundo laboral.
Sin embargo, los alumnos con necesidades educativas especiales pueden requerir de adaptaciones físicas para acceder al uso de la tableta: teclados especiales, lápiz activo, ampliación del tamaño de las fuentes del sistema, Talkback, conmutadores o soportes.

## Aplicaciones
Las propuestas de aplicación del uso de tablets en el ámbito educativo, son muy diversas y cambiantes, por la constante evolución de este tipo de tecnología, quedando aplicaciones desfasadas transcurridos unos meses de su lanzamiento al mercado. Surgen diversos tipos de iniciativas de aprendizaje basadas en el uso de dispositivos móviles, incluidas tablets, como el Mobile learning o aprendizaje electrónico móvil, modalidad de enseñanza basada en el uso de los dispositivos móviles. También debemos mencionar el Fab Lab o “Fabrication Laboratory”, espacio de aprendizaje, donde se fomentan la creatividad y la innovación, a través de dispositivos digitales.
Existen tabletas pensadas para uso exclusivo en la educación. Los dispositivos Snappet están diseñados para ofrecer un conocimiento curricular teórico y práctico en las escuelas. Se usan principalmente en las asignaturas de matemáticas, lengua e inglés. Otros dispositivos son los iPad de Apple, configurables desde los centros escolares para que el único propósito de las tabletas sean meramente educativo, pudiendo tener el control de las aplicaciones instaladas y su gestión.
Las tabletas tienen diferentes posibilidades en el aula. Aquí comentamos algunas de ellas:
- Utilización de herramientas pedagógicas, tanto abiertas como de pago. Son programas que están diseñados para el aprendizaje de las diferentes materias escolares. Incluyen actividades que permiten el aprendizaje de idiomas, matemáticas o ciencias.[35]

- Utilización de la tableta como herramienta única de trabajo. El alumnado sustituye el papel por las tabletas y aprende en un entorno virtual de aprendizaje. En este espacio se incluye todo lo necesario para el aprendizaje: libros de texto, libretas y juegos.[36]

- Aplicaciones para el aprendizaje basado en juegos. El aprendizaje basado en juegos es una metodología que ha ido cobrando protagonismo en los últimos años. Actualmente, existe un gran catálogo de juegos didácticos en línea que se pueden usar en el aula.[36]

- Actividades de realidad aumentada. Las tabletas incluyen aplicaciones de realidad aumentada que favorecen la interacción entre lo real y lo virtual.[36]

Existen diferentes tipos de aplicaciones educativas que podemos usar con distintas finalidades: 
- Para la información y comunicación: se utilizan como canales para la transmisión de la información y de los recursos educativos dirigidos al alumnado.[19]
- Como herramientas de aprendizaje y difusión del conocimiento: creadas para la realización de actividades con el fin de facilitar el aprendizaje y el análisis del entorno del estudiante. Actualmente, existe una gran variedad de aplicaciones que permite al alumnado trabajar los distintos contenidos en todos los niveles educativos.[37]
- Para la cooperación y coordinación entre docentes y discentes de forma síncrona y asíncrona: permiten la participación y colaboración entre profesores y alumnos, promoviendo el aprendizaje cooperativo y sacando provecho del aprendizaje en comunidad.[38]
- Para la gestión del aula: creadas para ayudar a los docentes a gestionar el comportamiento del alumnado a través de refuerzos positivos y negativos que se proporcionan de manera instantánea según las actitudes o acciones de los estudiantes.
- Para la evaluación: dotan al profesorado de los instrumentos necesarios para analizar el progreso de su alumnado de forma inmediata.[39]